# Viață grea
Viață grea (titlu original: Life Stinks) este un film american din 1991 regizat de Mel Brooks. Este creat în genurile comedie, dramatic. Rolurile principale au fost interpretate  de actorii Brooks, Lesley Ann Warren, Howard Morris și Jeffrey Tambor. Scenariul este scris de Brooks, Ron Clark, Rudy De Luca și Steve Haberman.

## Distribuție
- Mel Brooks - Goddard Bolt
- Lesley Ann Warren - Molly
- Jeffrey Tambor - Vance Crasswell
- Stuart Pankin - Pritchard
- Howard Morris - Sailor
- Rudy De Luca - J. Paul Getty
- Theodore Wilson - Fumes
- Carmen Filpi - Pops (eleven's up)
- Michael Ensign - Knowles
- Matthew Faison - Stevens
- Billy Barty - Willy
- Brian Thompson - Mean Victor
- Raymond O'Connor - Yo
- Carmine Caridi - Flophouse Owner
- Sammy Shore - Reverend at Wedding
- Frank Roman - Spanish Interpreter
- Christopher Birt - Paramedic
- Larry Cedar - Paramedic
- Robert Ridgely - Crasswell's Attorney